# Catedral de Cristo Rey (Gaspé)
La catedral de Cristo Rey (en francés: Cathédrale du Christ-Roi) se encuentra en la ciudad de Gaspé, Quebec al este de Canadá. Esta justo en la calle de la catedral (rue de la cathédrale), justo al lado de la escuela primaria Santo Rosario Gaspé (l'école primaire Saint-Rosaire de Gaspé).
Los dos primeros lugares de culto erigidos en Gaspé para satisfacer las necesidades de la población católica fueron sencillas capillas, la primera se estima fue construida en 1825 y la segunda en 1860.
Durante la erección de la diócesis de Gaspé 5 de mayo de 1922 por el Papa Pío XI, la iglesia parroquial de San Alberto fue ascendida al estatus de Catedral. El nombramiento del primer obispo de la diócesis, el obispo François-Xavier Ross, se celebró en diciembre de 1922, pero no pudo llegar a Gaspé para tomar el cargo y organizar de la diócesis en febrero de 1923. La primera catedral fue destruida por el fuego de marzo de 1929.
No fue hasta el período entre 1965 y 1967 que el obispo Jean-Marie Fortier pidió al arquitecto Gérard Notebaert erigir un nuevo templo de la Diócesis de Gaspé. El Obispo Gilles Ouellet consagra la nueva catedral de madera en 1969.
El 25 de enero de 2001, la Catedral de Cristo Rey es reconocida como monumento histórico por el Ministerio de Cultura y Comunicaciones de Quebec.